# Paragobiodon lacunicolus
Paragobiodon lacunicolus és una espècie de peix marí de la família dels gòbids i de l'ordre dels perciformes.

## Morfologia
- Els adults poden assolir fins a 3 cm de longitud total.[4][5]

## Hàbitat
És un peix marí, de clima tropical i associat als esculls de corall que viu fins als 20 m de fondària.

## Distribució geogràfica
Es troba des de les Seychelles i Txagos fins a les Illes de la Línia, les Tuamotu, les Illes Ryukyu, l'Illa de Lord Howe i la Micronèsia.

## Observacions
És inofensiu per als humans.